# Ocean Drilling Program

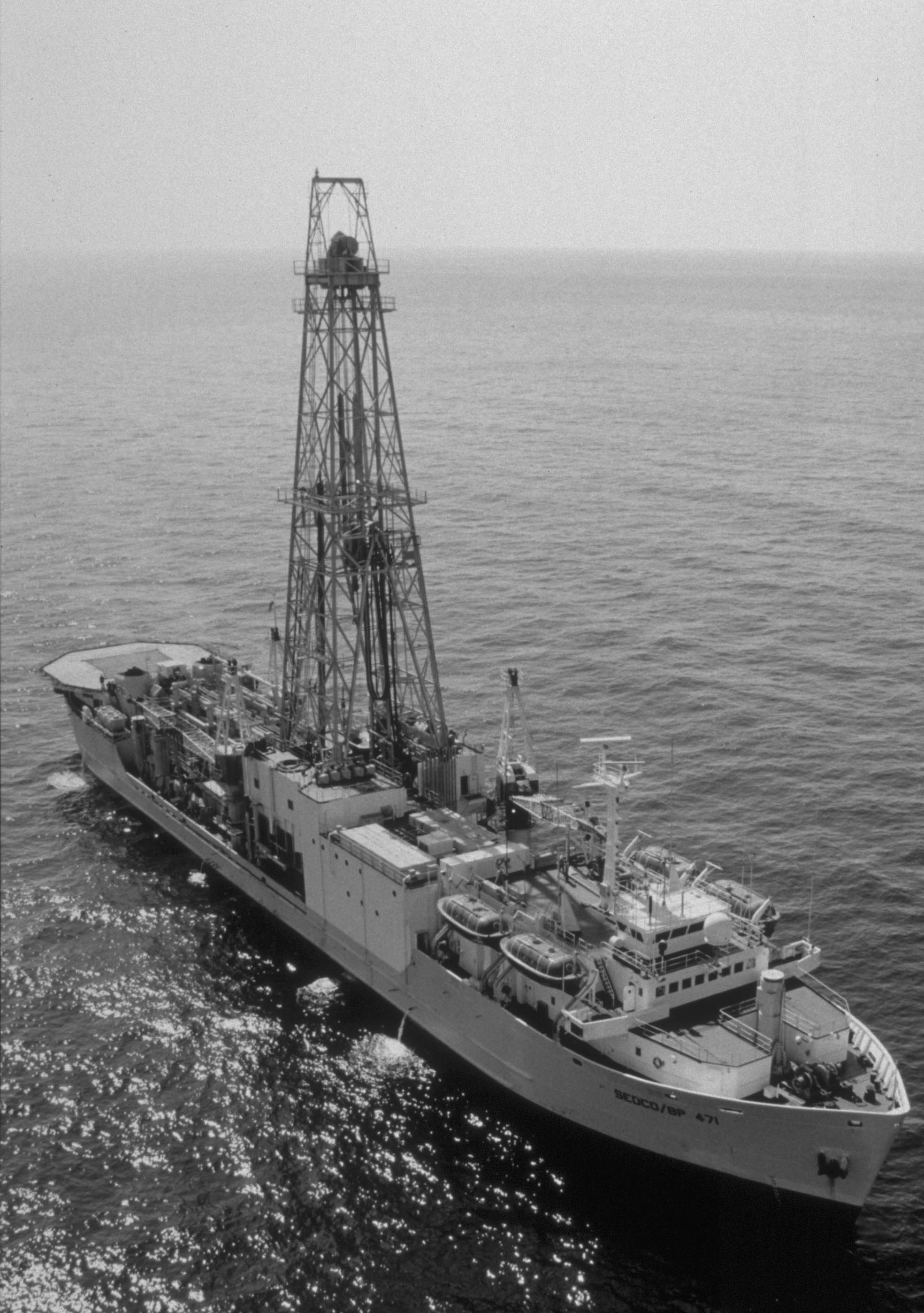
Perforadora Joides Resolution.

El programa de perforació oceànica (acrònim en anglès ODP) va ser un esforç internacional cooperatiu per tal d'explorar i estudiar les composicions i estructures del fons oceànic. L'ODP, que s'inicià l'any 1985, va ser el successor directe del projecte Deep Sea Drilling Project començat l'any 1968 pels Estats Units i amb la cooperació internacional d'Austràlia, Alemanya, França, Japó, Regne Unit i el Consorci ESF de Perforació Oceànica (ECOD) que inclou 12 països més. El programa utilitzà la perforadora Joides Resolution (JOIDES=Joint Oceanographic Institutions for Deep Earth Sampling) en 110 expedicions (pous) per recollir prop de 2.000 mostres del subsòl del mar en les accidents geològics més grans del món. Els descobriments que es van fe ren els perforacions permeten noves qüestions i hipòtesis, com a noves disciplines en ciències de la Terra en el camp de la paleoceanografia. L'any 2004 l'ODP va esdevenir l'Integrated Ocean Drilling Program (IODP).